# 海望家族墓
海望家族墓，位于北京市朝阳区奥林匹克森林公园南园内。1986年，朝阳区人民政府将“海望家族墓碑刻”公布为“北京市朝阳区登记文物保护单位”。2013年1月，朝阳区文化委员会为“海望家族墓”立有“北京市朝阳区普查登记文物”牌。

## 简介
海望家族墓的所在地原是朝阳区奥运村街道龙王堂村，如今为奥林匹克森林公园南园的西南部，其南有卫武家族墓，东有吴努春墓，西有图海家族墓。
海望，乌雅氏，满洲正黄旗人，乾隆朝曾任办理军机大臣、礼部尚书、户部尚书。
海望家族墓的墓丘早已被平，如今仅存螭首龟趺石碑四通，均朝南，一字排开，自西向东依次为: 
- 海公神道碑：立于康熙三十二年（1693年）。
- 海望上三代墓碑：立于乾隆十一年（1746年），碑额篆书“恩纶宠锡”。
- 海望父母墓碑：立于乾隆十一年（1746年）。碑额篆书“世代恩荣”，碑文已漫漶，碑文是儿子海望敬表、孙子衡位书丹。
- 海望墓碑：立于乾隆二十年（1755年），碑首题有“原任户部尚书海望碑文”。[1][2]